# Krogulec czarnogardły
Krogulec czarnogardły (Tachyspiza haplochroa) – gatunek ptaka drapieżnego z rodziny jastrzębiowatych (Accipitridae). Grzbiet, skrzydła, ogon i gardło mają barwę czarną. Klatka piersiowa i brzuch są białe, oczy czerwone lub pomarańczowe, dziób czarny, woskówka i nogi żółte. Młode mają czarny grzbiet z niewyraźnymi, rudymi liniami, kremowobiały brzuch i klatkę piersiową z czarnymi elementami.
Krogulce czarnogardłe są endemiczne dla wyspy Nowa Kaledonia. Nie wyróżnia się podgatunków. Żyją w gęstych lasach. Żywią się mniejszymi ptakami, jaszczurkami, owadami i szczurami.
Status
Międzynarodowa Unia Ochrony Przyrody (IUCN) uznaje krogulca czarnogardłego za gatunek bliski zagrożenia (NT – near threatened). Liczebność populacji szacuje się na 5000–9999 dorosłych osobników. Trend liczebności populacji uznaje się za prawdopodobnie spadkowy.